# Nissan Tiida

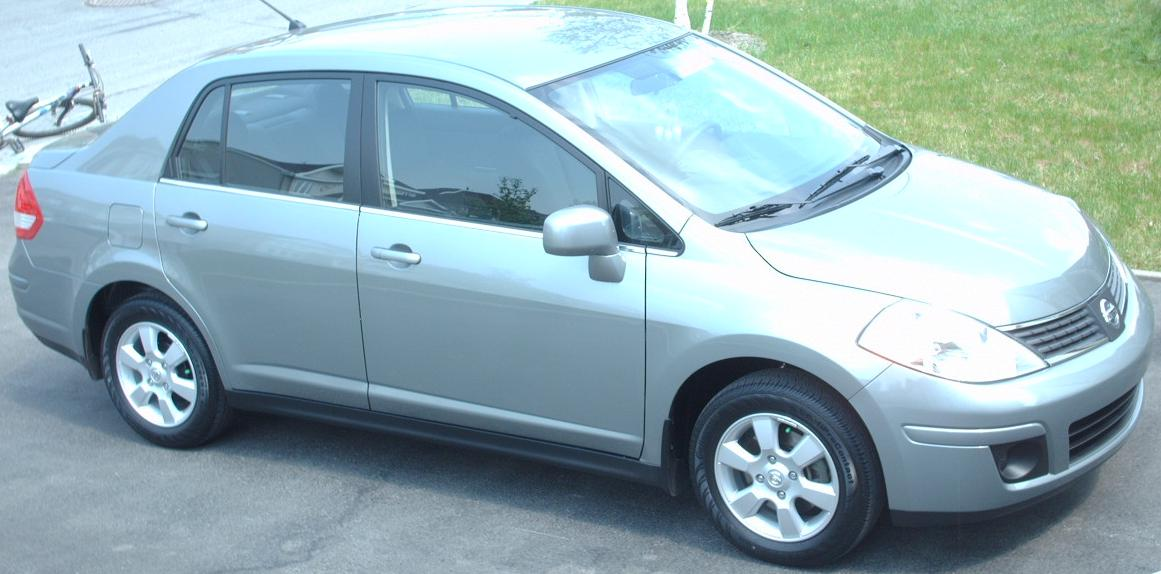
Nissan Versa del 2007

El Nissan Tiida és un cotxe de tipus compact que substitueix als antics Nissan Pulsar (Nissan Almera a Europa) i Sunny a partir del 30 de setembre del 2004. Fabricat a les plantes d'Oppama, Japó, Aguascalientes, Mèxic, Serendah, Malàisia i Guangzhou, Xina, és conegut als mercats del sud-est asiàtic com a Nissan Latio i als Estats Units i el Canadà com a Nissan Versa.
Rivals del Tiida/Versa són el Chevrolet Aveo, Honda Fit, Hyundai Accent, Kia Rio, Toyota Yaris i Scion xA.

## Informació general

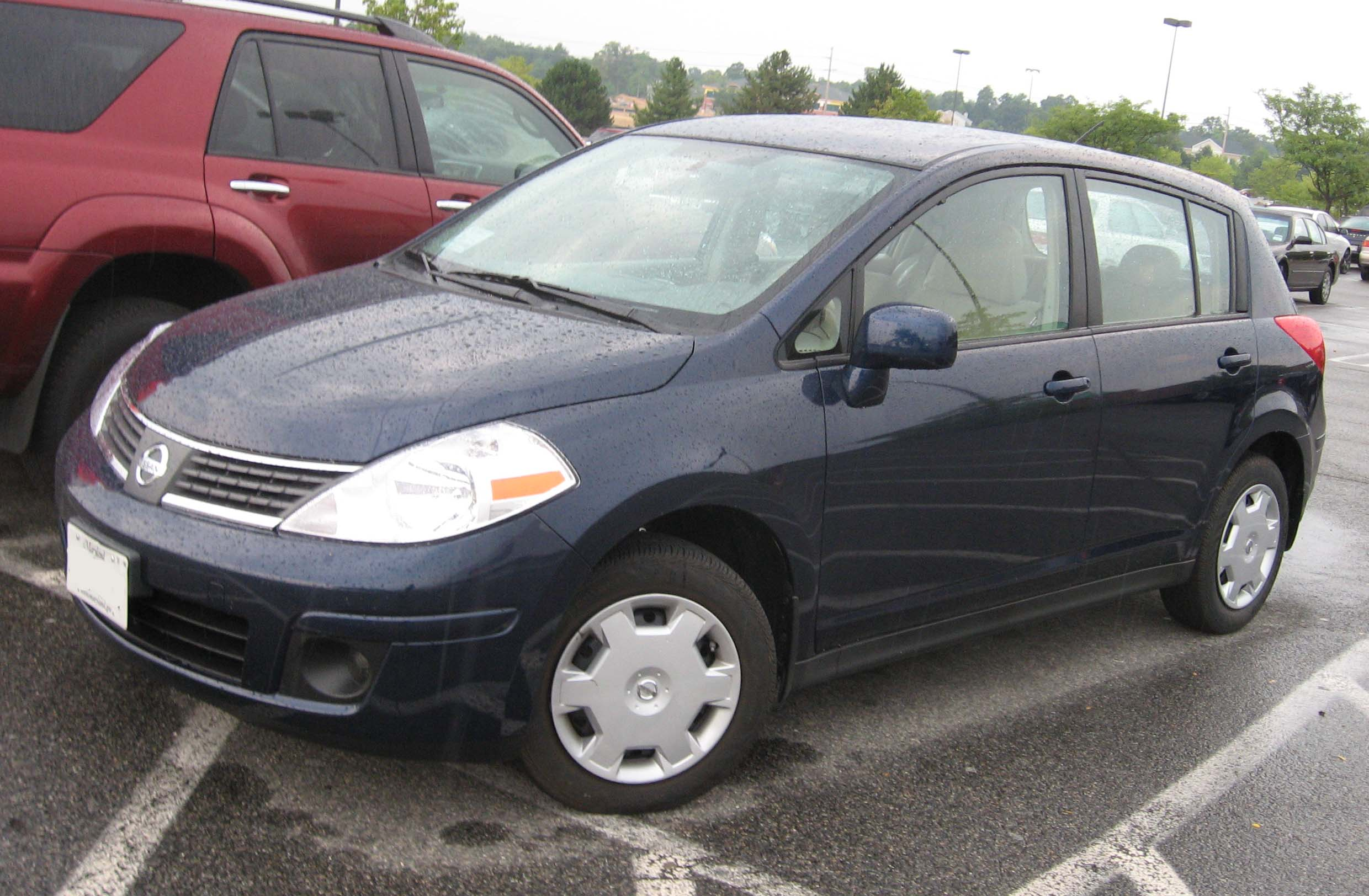
Nissan Versa hatchback del 2007

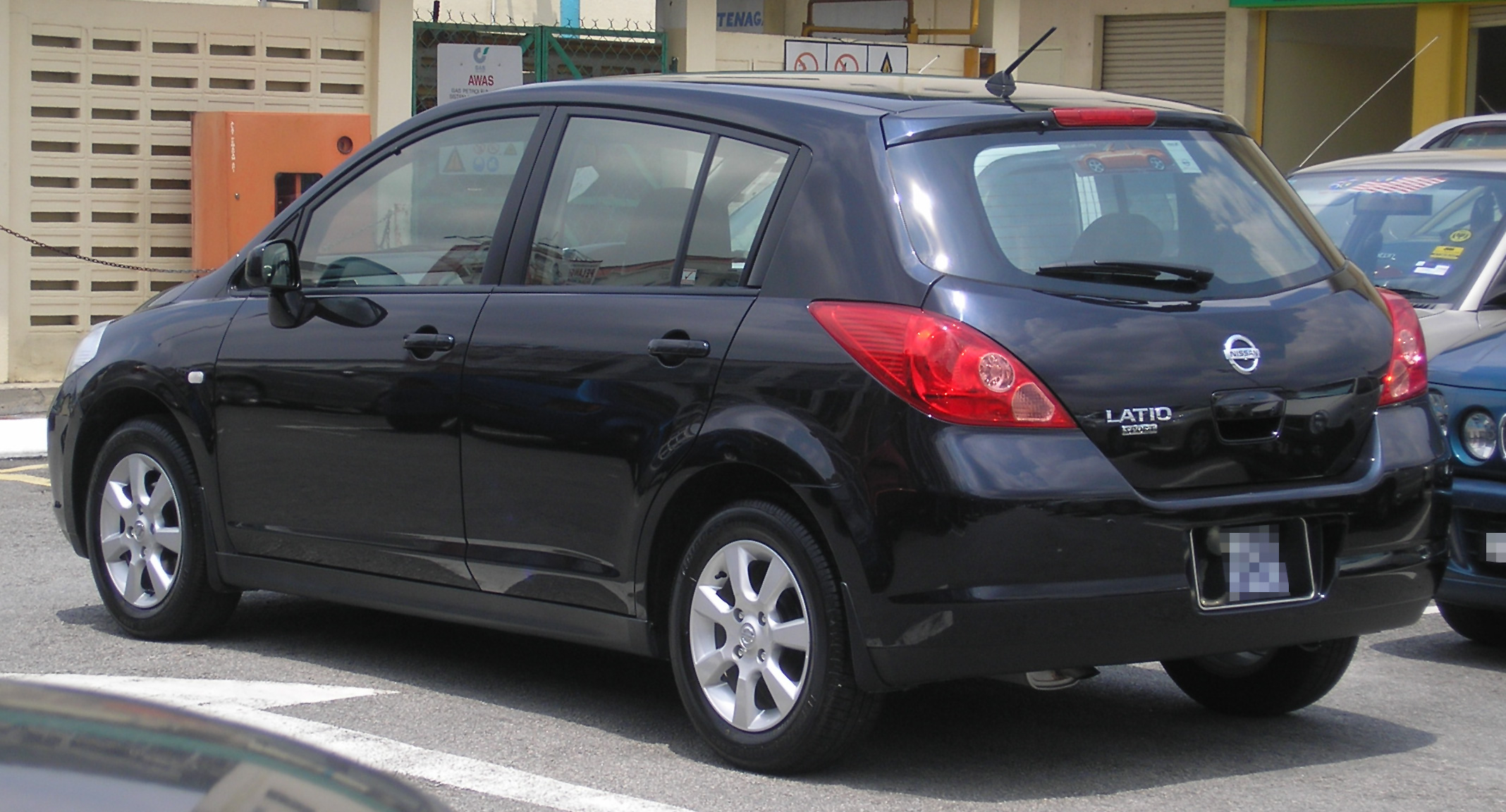
Part posterior d'un Nissan Latio

El disseny d'aquest nou model de Nissan ens recorda al ja vist en el Nissan C-Note i com a punt en comú ens trobem en tenir una part posterior estret, un detall estètic que va reaparèixer a finals dels anys 1990; la nova plataforma B (fruit de la col·laboració entre Renault i Nissan) és emprada en el Tiida, que ofereix les següents carrosseries: sedan de 4 portes, hatchback de 5 portes i una station wagon també de 5 portes (aquesta s'ofereix a Nova Zelanda).
En oferir-se en diferents mercats, el model nipó disposa d'un ampli ventall d'opcions mecàniques:
- Motor 1.5L HR15DE de 109 cv @ 6000 rpm i 148 N·m @ 4400 rpm per als mercats del Japó, Singapur, Hong Kong i Sri Lanka.
- Motor 1.6L HR16DE de 110 cv per als mercats de la Xina, Tailàndia, Israel, Malàisia, Xile i Europa.
- Motor 1.8L MR18DE de 122 cv @ 5500 rpm i 174 N·m @ 4800 rpm (mercat Nord-Americà); 125 cv @ 5200 rpm i 174 N·m @ 4800 rpm per als mercat mexicà[1] i 126 cv @ 6000 rpm per als del Japó, Tailàndia, Austràlia, Indonèsia, Costa Rica, Malàisia, Nord-amèrica i Europa.
- Motor 1.5L dièsel K9K-1.5 de 106 cv @ 4000 rpm per als mercats d'Irlanda i Europa (quan estigui disponible).

En transmissions, s'ofereix una manual de 5 i 6 velocitats i una d'automàtica de variador continu CVT.
Dimensions del Versa:
Batalla (Wheelbase): 2,600 m (102.4 in)
Llargada (Length): 4,295 m (169.1 in, hatchback); 4,470 m (176.0 in, sedan)
Amplada (Width): 1,695 m (66.7 in)
Alçada (Height): 1,535 m (60.4 in)
Capacitat del dipòsit: 72,7 l (19.2 galons EUA)

## Seguretat
El Tiida/Versa ha tret els següents resultats:
- Per part del IIHS (Insurance Institute for Highway Safety) el Versa SL de 5 portes del 2007 ha obtingut la puntuació de "good" en el test de xoc frontal.[2] i lateral[3]

## Informació mediambiental
El Nissan Versa del 2008 amb motor 1.8L i transmissió CVT obté uns consums de 33 mpg (7,1 l/100 km) en carretera i 27 mpg (8,7 l/100 km) en ciutat, amb una mitja de 29 mpg (8,1 l/100 km) i unes emissions de 6,3 tones de CO₂ anuals. La seva puntuació sobre contaminació (EPA Air Pollution Score, on el 0 és el pitjor i 10 és el millor) és d'un 6.